# Coupe de la Ligue anglaise de football 1962-1963
Navigation
1961-1962 1963-1964
La Coupe de la Ligue anglaise de football 1962-1963 est la troisième édition de la Coupe de la Ligue anglaise de football, elle regroupe les 92 meilleurs clubs d'Angleterre.
La compétition est remportée par Birmingham City, qui bat Aston Villa en finale par 3 buts à 1 en score cumulé. Le match aller a été remporté par Birmingham City 3 à 0 à St Andrew's, le match retour chez son voisin Aston Villa à Villa Park se solde par un match nul 0 à 0.

## Format
Les 20 clubs de la Premier League et les 72 clubs de la Football League sont conviés à la compétition. Douze clubs ne participent pas à cette édition.
Jusqu'aux quarts de finale les rencontres se disputent sur un seul match. En cas d'égalité après le temps règlementaire, une prolongation de deux fois 15 minutes est jouée. S'il n'y a pas de vainqueur au bout de la prolongation, le match est rejoué chez le club visiteur. A partir des demi-finales, les matchs sont joués en aller et retour, en cas d'égalité au score cumulé un troisième match est joué.
Les clubs ne participants pas à la compétition :
- Arsenal FC
- Sheffield Wednesday
- Tottenham Hotspur
- West Bromwich Albion
- Wolverhampton Wanderers
- Burnley FC
- Chelsea FC
- Everton FC
- Liverpool FC
- Manchester United
- Ipswich Town
- Nottingham Forest

## Calendrier
| Tour           | Date principale       |
| -------------- | --------------------- |
| premier tour   | 5 septembre 1962      |
| deuxième tour  | 26 septembre 1962     |
| troisième tour | 17 octobre 1962       |
| quatrième tour | 14 novembre 1962      |
| cinquième tour | 3 décembre 1962       |
| demi-finales   | janvier et avril 1963 |
| finales        | 23 et 27 mai 1963     |

## Demi-finales
| Équipe 1        | Résultat | Équipe 2    | Aller | Retour |
| --------------- | -------- | ----------- | ----- | ------ |
| Birmingham City | 4 - 3    | Bury FC     | 3 - 2 | 1 - 1  |
| Sunderland AFC  | 1 - 3    | Aston Villa | 1 - 3 | 0 - 0  |

## Finales
La première finale se déroule le 23 mai 1963 à St Andrew's, le match retour le 27 mai 1963 à Villa Park à Birmingham.
| Équipe 1        | Résultat | Équipe 2    | Aller | Retour |
| --------------- | -------- | ----------- | ----- | ------ |
| Birmingham City | 3 - 1    | Aston Villa | 3 - 1 | 0 - 0  |